# Lista över Manchester United FC:s tränare

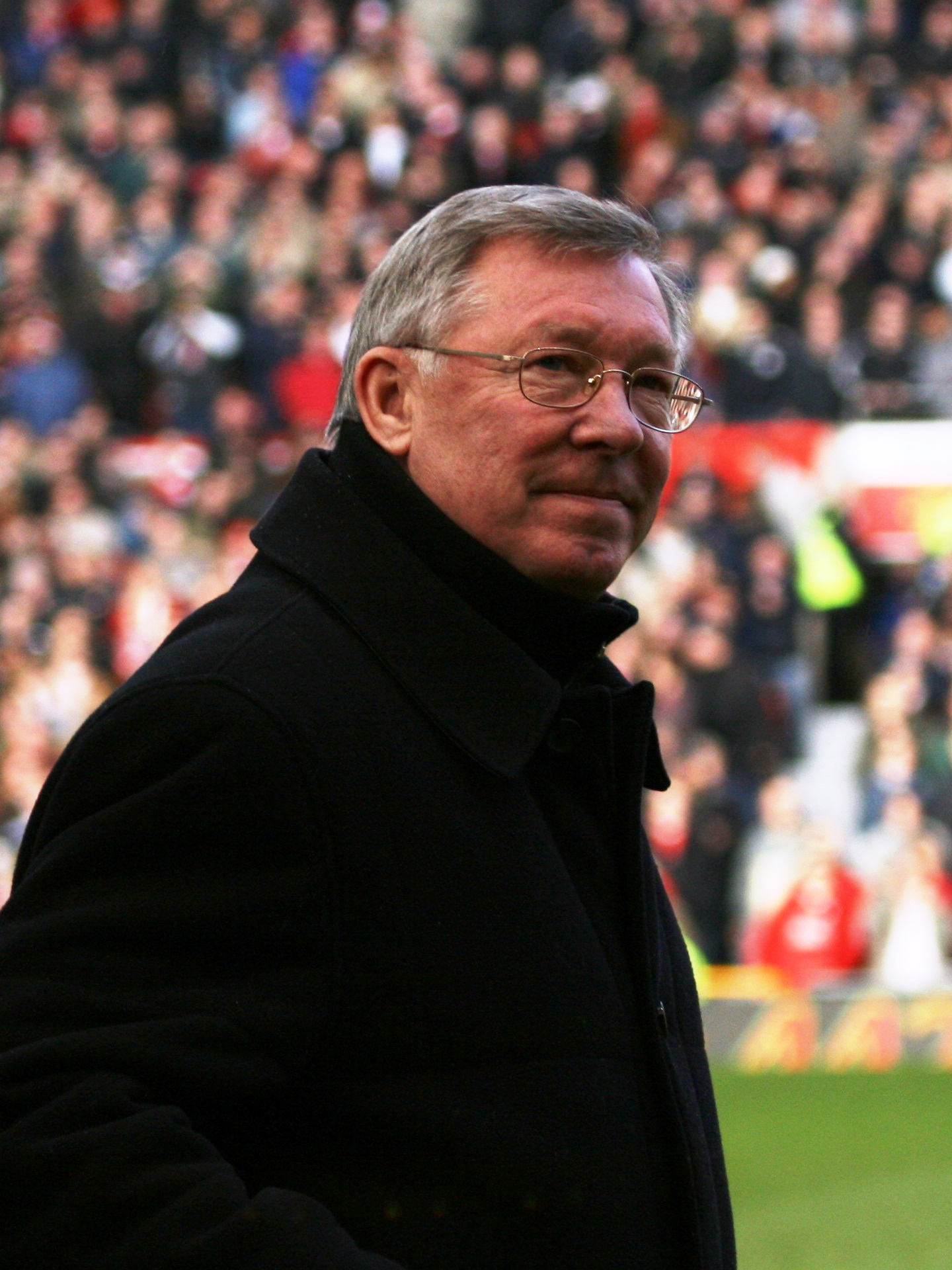
Alex Ferguson, den mest framgångsrika tränaren i Manchester United FC:s historia.

Följande är en lista över Manchester United FC:s tränare och deras större meriter sedan klubben började med officiella ledarposter 1892, fram till i dag. Fram till säsongen 2024/2025 har Manchester United sammanlagt haft 24 stycken huvudtränare på heltid.
Den mest framgångsrika och längst sittande tränaren för Manchester United är Sir Alex Ferguson som har vunnit Premier League tretton gånger, FA-cupen fem gånger, Ligacupen fyra gånger, Community Shield nio gånger, UEFA Champions League två gånger, Cupvinnarcupen en gång, UEFA Super Cup en gång, Interkontinentala cupen och VM för klubblag en gång under sin 25-åriga karriär.

## Tränarhistoria
Mellan 1878 och 1914 valdes laget av en kommitté vars sekreterare hade samma inflytande och roll som en tränare har idag. Under den perioden fanns det fyra sekreterare, A. H. Albut, James West, Ernest Mangnall och John Bentley.
Ernest Mangnall var den första tränaren som vann en titel i klubben när han 1908 vann Football League. Det följdes av en FA-cupvinst säsongen efter och en ligatitel 1911. Trots framgången lämnade han klubben ett år senare för lokalrivalen Manchester City. Ironiskt nog var Mangnalls sista match som tränare för United derbyt på Old Trafford den 7 september 1912. John Bentley tog över som klubbens sekreterare, men ersattes två år senare av Jack Robson som blev klubbens första heltidsanställda tränare. Han stannade som tränare i sju år, men avgick i december 1921 efter att ha fått lunginflammation.
Robson ersattes kort därefter av John Chapman. Men under Chapmans första säsong i klubben flyttades de ner till Second Division för första gången sedan 1906. Efter tre år i andra divisionen flyttades klubben åter upp till First Division. Efter att ha lett klubben till en 9:e plats i ligan och en semifinalplats i FA-cupen säsongen 1925/1926, fick Chapman den 8 oktober 1926 ett telegram från Football Association som informerade honom om att han blivit avstängd från att leda laget för resten av säsongen, dock fick han ingen anledning till avstängningen. Ytterbacken Lal Hilditch tog över för resten av säsongen, innan Herbert Bamlett fick full kontroll över laget.
Bamlett tränade klubben fyra år men kunde inte nå någon framgång, högsta plats under hans tid i klubben var en 12:e plats. Klubben flyttades ner till andra divisionen igen 1931 och Bamlett ersattes av klubbens sekreterare Walter Crickmer. Detta var Crickmer första av två perioder som tränare för klubben, där han fick behålla sin anställning som sekreterare hela tiden. Det varade bara en säsong eftersom han misslyckades med att föra upp klubben i första divisionen. I juni 1932 blev utsedd Scott Duncan utsedd till tränare, men under hans andra säsong som tränare slog han klubbrekord, när klubben slutade på en 20:e plats i andra divisionen vilket var den sämsta positionen klubben någonsin fått. Klubben trodde dock på Duncan och han lyckades få klubban tillbaka till första divisionen 1936. Men när klubben degraderas igen följande år, tog Walter Crickmer över kontrollen, där han stannade fram till slutet av andra världskriget.
Innan krigets slut anställde klubben Matt Busby som just hade vänt ned möjligheten att gå med i Liverpools tränarstab då han ville ha mer ansvar än att välja ut laget. United gick med på vad Busby begärde och under hans första fem säsonger som tränare i klubben blev det fyra andraplatser i ligan, innan han slutligen vann sin första titel 1952. Han ersatte många av de mest erfarna spelare med en grupp ungdomar som kom att kallas "Busby Babes". Laget fortsatte med att vinna två ligatitlar säsongen 1955/1956 och 1956/1957 och nådde även två FA-cupfinaler. Dessvärre förkortades karriären för många av spelarna på grund av flygolyckan i München som lämnade Busby kämpande för sitt liv.
Medan Busby var på sjukhuset för att återhämta sig från skadorna han fått i flygolyckan, leddes klubben av hans assistent, Jimmy Murphy. Efter att Busby kommit tillbaka, fick han åter börja bygga upp ett lag som på fem år lyckades att vinna FA-cupen för första gången på 15 år. Detta följdes upp av två ligatitlar på tre år och sedan det största man kan vinna i europeisk klubbfotboll, UEFA Champions League. Han fortsatte som tränare ytterligare ett år efter denna framgången innan han lämnade över tränarjobbet till Wilf McGuinness. McGuinness hade det svårt på sin nya post, vilket slutade med att Busby blev övertygad om att återvända till den andra halvan av säsongen 1970/1971. Dock pensionerade han sig för gott från fotbollen sommaren 1971 och efterträddes av Frank O'Farrell. O'Farrells vistelse i klubben blev kortvarig på grund av hans oförmåga att kontrollera George Bests humör vilket tvingade styrelsen att sparka honom när han fortfarande hade tre år kvar på sitt kontrakt. O'Farrell ersättare blev Skottlands nyutnämnde tränare, Tommy Docherty. Docherty lämnade sitt jobb för det Skotska landslaget efter bara en månad och hans första uppgift i United blev att hålla klubben kvar i ligan. Han lyckades med det ett år, men han klarade inte mer än så och klubben degraderas säsongen 1973/1974. De gick direkt upp igen följande säsong och under deras första säsong i högsta divisionen sedan de flyttats ner, lyckades laget nå en tredje plats och ännu en FA-cupfinal. Året efter gick det ännu bättre och de slog slutligen Liverpool i FA-cupfinalen och vann sin första trofé på Old Trafford. Det upptäcktes dock att Docherty hade en affär med hustrun till klubbens sjukgymnast och blev genast sparkad. Ersättare till den sparkade Docherty blev Queens Park Rangers tränare Dave Sexton.
Sexton stannade kvar i United i fyra år, men lyckades inte vinna några titlar och ersattes 1981 av Ron Atkinson. Det gick framgångsrikt för Atkinson och under sin femårsperiod i klubben vann han FA-cupen två gånger. Han hade även flera hyfsade resultat i ligan, fast efter hans katastrofala start på säsongen 1986/1987 blev han sparkad. Hans ersättare, Alex Ferguson hade under senare år blivit den första tränaren att bryta dominansen i den skotska ligan på över 15 år mellan Rangers och Celtic, när han vann ligatiteln med Aberdeen tre gånger på sex år, samt slutade på andra plats två gånger.
Sedan sin ankomst har Ferguson krediteras för att ha gjort några av de mest kloka inköpen i klubbens historia, med bland annat värvningar av Peter Schmeichel och Eric Cantona, som var och en kostade mindre än 1,5 miljon pund. Med dessa värvningar i kombination med klubbens många erfarna spelare, vann United ligatiteln för första gången på 26 år. Under det följande årtiondet vann han Premier League ytterligare sex gånger, bland annat tre år i rad mellan 1999 och 2001, en bedrift som ingen annan tränare ännu har uppnått med samma klubb. År 1999 ledde han klubben till en oförväntad trippel när de vann Premier League, FA-cupen och Champions League. Sedan dess har han lagt till ytterligare tre ligatitlar till sin troféhylla, trots ett antal löften om pension. Ferguson vann sin tionde Premier League-titel säsongen 2007/2008 och följde upp detta med sin andra Champions League-titel tio dagar senare. Säsongen 2008/2009 lyckades United med Fergusons hjälp vinna ännu en Premier League-titel, vilket gör Manchester United till den enda klubben och han till den enda tränaren att ha vunnit den engelska ligan tre gånger i rad två gånger.

## Statistik
Informationen är korrekt efter matcherna spelade den 16 februari 2025. Endast tävlingsmatcher är räknade.
- (i.u.) = ingen uppgift, informationen är ej tillgänglig.

| Namn                                | Nationalitet  | Från             | Till             | P     | V   | O   | F   | GM    | IM    | Vinst% | Meriter | Noteringar   |
| ----------------------------------- | ------------- | ---------------- | ---------------- | ----- | --- | --- | --- | ----- | ----- | ------ | --- | ------------ |
| A. H. Albut                         | England       | 1892             | 26 maj 1900      | 351   | 156 | 59  | 136 | 692   | 594   | 44,44  | | [ b ] [ c ]  |
| James West                          | England       | 27 maj 1900      | September 1903   | 113   | 46  | 20  | 47  | 159   | 147   | 40,71  | | [ b ] [ 10 ] |
| Ernest Mangnall                     | England       | 10 oktober 1903  | 9 september 1912 | 373   | 202 | 76  | 95  | 700   | 476   | 54,16  | First Division, 2 gånger FA-cupen, 1 gång Charity Shields, 2 gånger | [ b ] [ 11 ] |
| T. J. Wallworth                     | (i.u.)        | 9 september 1912 | 20 oktober 1912  | 6     | 3   | 2   | 1   | 11    | 7     | 50,00  | | [ d ]        |
| John Bentley                        | England       | 28 oktober 1912  | 28 december 1914 | 82    | 36  | 16  | 30  | 127   | 110   | 43,90  | | [ b ] [ 12 ] |
| Jack Robson                         | Skottland     | 28 december 1914 | 31 oktober 1921  | 139   | 41  | 42  | 56  | 183   | 207   | 29,50  | | [ 13 ]       |
| John Chapman                        | England       | 31 oktober 1921  | 8 oktober 1926   | 221   | 86  | 58  | 77  | 287   | 274   | 38,91  | | [ 14 ]       |
| Lal Hilditch                        | England       | 8 oktober 1926   | 13 april 1927    | 33    | 10  | 10  | 13  | 38    | 47    | 30,30  | | [ 15 ]       |
| Herbert Bamlett                     | England       | 13 april 1927    | 9 november 1931  | 183   | 57  | 42  | 84  | 280   | 374   | 31,15  | | [ 16 ]       |
| Walter Crickmer                     | England       | 9 november 1931  | 13 juli 1932     | 43    | 17  | 8   | 18  | 72    | 76    | 39,53  | | [ 17 ]       |
| Scott Duncan                        | Skottland     | 13 juli 1932     | 7 november 1937  | 235   | 92  | 53  | 90  | 371   | 362   | 39,15  | Second Division, 1 gång | [ 18 ]       |
| Walter Crickmer                     | England       | 9 november 1937  | 15 februari 1945 | 76    | 30  | 24  | 22  | 131   | 112   | 39,47  | | [ 17 ]       |
| Matt Busby                          | Skottland     | 1 oktober 1945   | 11 juni 1969     | 1 120 | 565 | 263 | 292 | 2 286 | 1 536 | 50,45  | First Division, 5 gånger FA-cupen, 2 gånger Charity Shield, 5 gånger (inkl. 2 delade) European Cup, 1 gång | [ 19 ]       |
| Jimmy Murphy (ställföreträdare)     | Wales         | Februari 1958    | Juni 1958        | 22    | 5   | 7   | 10  | 27    | 42    | 22,73  | | [ e ] [ 20 ] |
| Wilf McGuinness                     | England       | 11 juni 1969     | 29 december 1970 | 87    | 32  | 32  | 23  | 127   | 111   | 36,78  | | [ 21 ]       |
| Matt Busby                          | Skottland     | 29 december 1970 | 8 juni 1971      | 21    | 11  | 3   | 7   | 38    | 30    | 52,38  | | [ 19 ]       |
| Frank O'Farrell                     | Irland        | 8 juni 1971      | 19 december 1972 | 81    | 30  | 24  | 27  | 115   | 111   | 37,04  | | [ 22 ]       |
| Tommy Docherty                      | Skottland     | 22 december 1972 | 4 juli 1977      | 228   | 107 | 56  | 65  | 333   | 252   | 46,93  | FA-cupen, 1 gång Second Division, 1 gång | [ 23 ]       |
| Dave Sexton                         | England       | 14 juli 1977     | 30 april 1981    | 201   | 81  | 64  | 56  | 290   | 240   | 40,30  | Charity Shield, 1 gång (delad) | [ 24 ]       |
| Ron Atkinson                        | England       | 9 juni 1981      | 6 november 1986  | 292   | 146 | 79  | 67  | 461   | 266   | 50,00  | FA-cupen, 2 gånger Charity Shield, 1 gång | [ 25 ]       |
| Alex Ferguson                       | Skottland     | 6 november 1986  | 19 maj 2013      | 1 500 | 895 | 338 | 267 | 2 769 | 1 365 | 59,67  | Premier League, 13 gånger FA-cupen, 5 gånger Ligacupen, 4 gånger Community Shield, 10 gånger (inkl. 1 delad) UEFA Champions League, 2 gånger Cupvinnarcupen i fotboll, 1 gång UEFA Super Cup, 1 gång Interkontinentala cupen, 1 gång VM för klubblag, 1 gång | [ 26 ]       |
| David Moyes                         | Skottland     | 1 juli 2013      | 22 april 2014    | 51    | 27  | 9   | 15  | 86    | 54    | 52,94  | Community Shield, 1 gång | [ 27 ]       |
| Ryan Giggs (tillförordnad)          | Wales         | 22 april 2014    | 11 maj 2014      | 4     | 2   | 1   | 1   | 8     | 3     | 50,00  | | [ 28 ]       |
| Louis van Gaal                      | Nederländerna | 16 juli 2014     | 23 maj 2016      | 103   | 54  | 25  | 24  | 158   | 98    | 52,43  | FA-cupen, 1 gång | [ 29 ]       |
| José Mourinho                       | Portugal      | 27 maj 2016      | 18 december 2018 | 144   | 84  | 32  | 28  | 244   | 121   | 58,33  | UEFA Europa League, 1 gång Ligacupen, 1 gång Community Shield, 1 gång |              |
| Ole Gunnar Solskjær                 | Norge         | 19 december 2018 | 21 november 2021 | 168   | 91  | 37  | 40  | 323   | 165   | 54,17  | |              |
| Michael Carrick (tillförordnad)     | England       | 21 november 2021 | 2 december 2021  | 3     | 2   | 1   | 0   | 6     | 3     | 66,67  | |              |
| Ralf Rangnick (tillförordnad)       | Tyskland      | 3 december 2021  | 22 maj 2022      | 29    | 11  | 10  | 8   | 37    | 37    | 37,93  | |              |
| Erik ten Hag                        | Nederländerna | 23 maj 2022      | 28 oktober 2024  | 128   | 70  | 23  | 35  | 217   | 165   | 54,69  | FA-cupen, 1 gång Ligacupen, 1 gång |              |
| Ruud van Nistelrooy (tillförordnad) | Nederländerna | 28 oktober 2024  | 10 november 2024 | 4     | 3   | 1   | 0   | 11    | 3     | 75,00  | |              |
| Rúben Amorim                        | Portugal      | 11 november 2024 |                  | 21    | 9   | 3   | 9   | 31    | 33    | 42,86  | |              |